# Neoclytus englemani
Neoclytus englemani är en skalbaggsart som beskrevs av Giesbert 1989. Neoclytus englemani ingår i släktet Neoclytus och familjen långhorningar.
Artens utbredningsområde är Panama. Inga underarter finns listade i Catalogue of Life.